# Gustav Wilhelm Dreyer
Gustav Wilhelm Dreyer (* 17. August 1859 in Bremen; † 6. März 1911 ebenda) war ein deutscher Jurist und Politiker.

## Leben
Als Sohn eines Kaufmanns geboren, studierte Dreyer nach dem Besuch des Gymnasiums in Bremen Rechtswissenschaften in Tübingen. Während seines Studiums wurde er 1878 Mitglied der Burschenschaft Germania Tübingen. Er wurde zum Dr. iur. promoviert. Nach seinem Studium wurde er Rechtsanwalt in Bremen. Er wurde in die Bremische Bürgerschaft gewählt und war ab 1905 Senator. Er war als Stellvertreter des Polizeidirektors und unter anderem als Mitglied der Medizinalkommission des Senats tätig.